# 两会
兩會是中華人民共和國1959年以來歷年所召開全國人民代表大會、中國人民政治協商會議的統稱。雖然兩會自1959年就開始，但該詞卻是自1990年代才開始逐漸出現。自1991年起，國務院總理在全國兩會閉幕後會召開中外記者會，現場回答中外記者的提問，是兩會的一個焦點。李鹏、朱镕基、温家宝、李克强的总理任期内都按照惯例召开国务院总理记者会。李强出任总理后，除了刚上任的2023年外，“如无特殊情况”不再召开总理记者会。

## 用法
“两会”必须用于行政区划同级且基本同期召开的人大会议和政协会议。不属同一行政区划、不属于同一级别或不是基本同期召开的会议不称“两会”。
全国人民代表大会会议和中国人民政治协商会议全国委员会会议通常在每年3月初基本同期召开，故两者常合称并简称为“全国两会”。
地方各级人民代表大会会议和中国人民政治协商会议地方委员会会议通常在每年年初基本同期召开，故两者常合称并简称为“地方两会”。“地方两会”是对所有地方“两会”的总称，不是专指某一個地方。
中华人民共和国的地方各级人民代表大会分为：
1.县级以上的地方各级人民代表大会：
- 省、自治区、直辖市的人民代表大会；
- 自治州的人民代表大会、设区的市（地级市）的人民代表大会；
- 县、自治县、不设区的市（县级市）、市辖区的人民代表大会；

2.乡、民族乡、镇的人民代表大会。
中国人民政治协商会议地方委员会分为：
1. 省、自治区、直辖市委员会；
2. 自治州、设区的市、县、自治县、不设区的市、市辖区委员会[4]。

可见“地方两会”只可能在如下行政区划存在：
1. 省、自治区、直辖市；
2. 自治州、设区的市；
3. 县、自治县、不设区的市、市辖区。

在乡、民族乡、镇仅存在人民代表大会而没有设立中国人民政治协商会议乡、民族乡、镇委员会，所以不存在乡、民族乡、镇的“两会”。
对于“地方两会”而言，“两会”一词也必须用于同行政区划同级且基本同期召开的人大会议和政协会议。例如某行政区划同级的人民代表大会会议和中国人民政治协商会议地方委员会会议合称“某地两会”。如“上海市两会”是指基本同期召开的“第某届上海市人民代表大会第某次会议”和“中国人民政治协商会议上海市第某届委员会第某次会议”。“陕西省两会”是指基本同期召开的“第某届陕西省人民代表大会第某次会议”和“中国人民政治协商会议陕西省委员会第某次会议”。
有时候媒体还会使用“两会代表、委员”之类的简略说法，其中“代表”是指全国人民代表大会代表或地方各级人民代表大会代表（简称“人大代表”。其中，全国人民代表大会代表简称“全国人大代表”；地方各级人民代表大会代表依各地方而称“某地方人大代表”，例如陕西省人民代表大会代表简称“陕西省人大代表”，昆明市人民代表大会代表简称“昆明市人大代表”）、“委员”是指中国人民政治协商会议全国委员会委员或地方委员会委员（简称“政协委员”。其中，中国人民政治协商会议全国委员会委员简称“全国政协委员”或“政协全国委员会委员”；中国人民政治协商会议地方委员会委员依各地方而称“某地方政协委员”或“政协某地方委员会委员”，例如中国人民政治协商会议陕西省委员会委员简称“陕西省政协委员”或“政协陕西省委员会委员”。）

## 背景
1949年9月21日，中国人民政治协商会议第一届全体会议开幕，会议选举了中国人民政治协商会议第一届全国委员会委员。1954年9月，第一届全国人民代表大会第一次会议召开。1954年12月25日，中国人民政治协商会议第二届全国委员会第一次会议通过《中国人民政治协商会议章程》。1959年，中国人民政治协商会议第三届全国委员会第一次会议与第二届全国人民代表大会第一次会议同步召开，这是全国人大和全国政协首次同步召开。1964年也是如此。文化大革命期间，不再同步召开。1978年，五届全国人大一次会议和全国政协五届一次会议同步召开，从而使得全国人大与全国政协的届数归于一致。
地方各级人民代表大会会议与同一行政区划同级的中国人民政治协商会议地方委员会会议的举行时间也经历过调整，各地情况不一。而且由于各地方政协是在1949年至1950年代初期分别成立并开始举行会议，而各地方人大都是在1954年《第一部中华人民共和国宪法》颁布实施之后才开始陆续成立并举行会议，再加上文革期间各地人大、政协换届的情况不一，所以各地方人大、政协的届数并不一定一致。而且中国人民政治协商会议只在省、自治区、直辖市必须设委员会；而在各个自治州、设区的市、县、自治县、不设区的市、市辖区仅规定可以设委员会，前提是“凡有条件的地方”，所以这些行政区划也可以不设政协。这些行政区划里有些是很晚才开始设政协，所以其届数更不可能与同级人大相同。
现在各地方人大会议和政协会议的召开时间大多是在每年年初，但仍有不在年初召开的情况。应当注意的是，有的地方人大会议和政协会议仍不是同期召开，这就不能称为“两会”。
“两会”与一般在秋季举行的中国共产党全国代表大会和中国共产党中央委员会全体会议一样，是中华人民共和国政治的重点，为新闻媒体关注和报道。
“两会”是自1990年代才开始逐渐出现的名词。起初主要用于新闻媒体报道中，后来才逐渐为人们熟悉。

## 共同服务
由于“两会”基本同期举行，所以常常享有共同的服务。

### 新闻服务

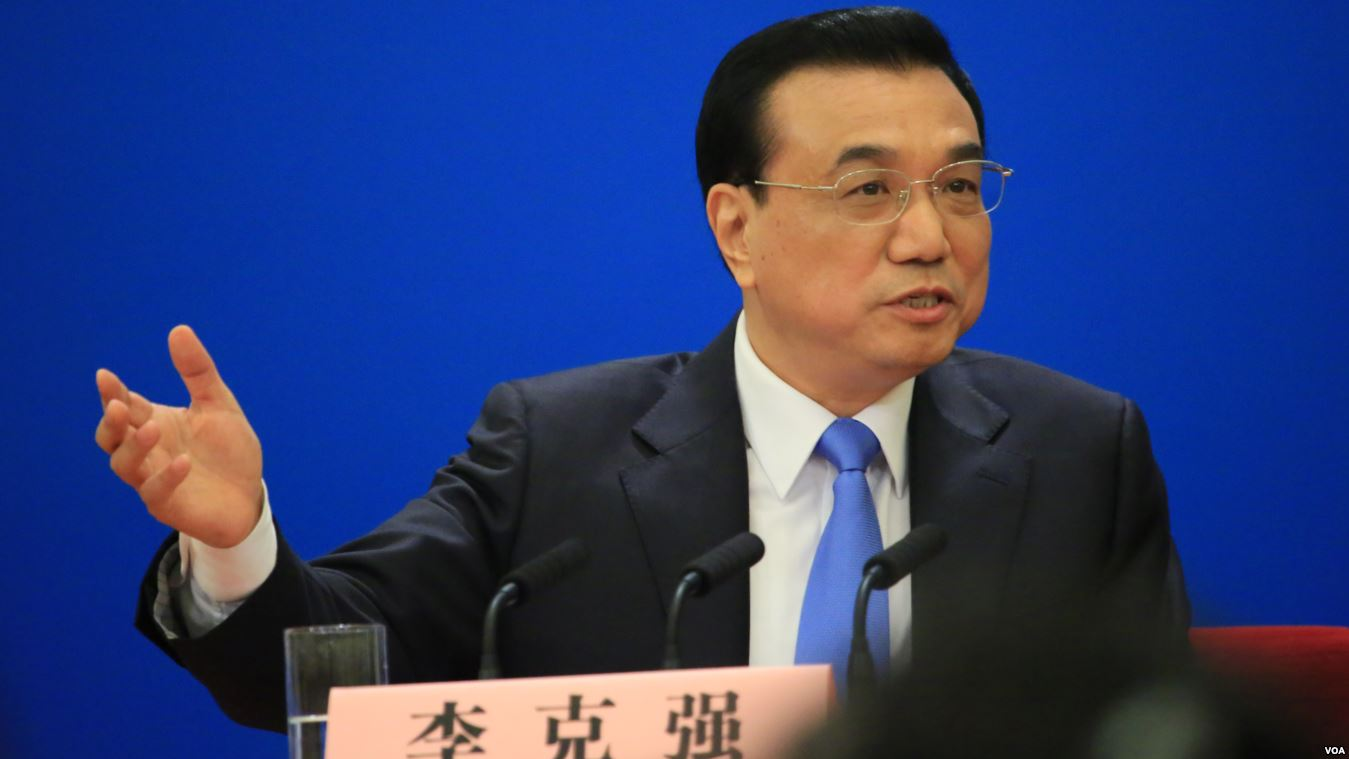
2015年3月，国务院总理李克强出席总理中外记者会

每年全国“两会”的新闻准备工作往往很早便开始。全国“两会”新闻报道组同时负责全国人大和全国政协会议的新闻报道工作。它与大会的总务组都是最早开始大会筹备工作的组织。
全国“两会”新闻报道组组长由拟议中的全国人大会议新闻发言人担任，其他负责人通常包括全国人大常委会和全国政协常委会各一位副秘书长、全国人大常委会办公厅新闻局和全国政协办公厅新闻局局长，以及中共中央宣传部、国务院新闻办公室、广电总局、人民日报、新华社等单位的负责人。将新闻单位负责人纳入新闻报道组，可以大致了解新闻单位关心的问题，所以“突然冒出来的问题基本没有”。
全国“两会”新闻报道组下设内地记者组、港台记者组、外国记者组、记者招待会组4个小组和1个办公室。其中，记者招待会组主要负责总理记者招待会的准备，其成员来自全国人大外事委员会、全国人大常委会办公厅新闻局、国务院新闻办公室和外交部新闻司等部门。记者招待会小组一般由新闻报道组组长亲自领导。
全国“两会”新闻报道组一般自12月底或1月初开始运作，首先制定新闻报道计划。同时，记者招待会小组开始准备有关材料。新闻报道组准备工作的第一步是邀请国务院有关部委负责人召开座谈会，请他们就各自工作领域中面临的、国内外媒体关注的问题介绍情况。这类座谈会一般要开七八次，涉及领域包括政治、经济、财政、政法、港台、外事、人大、社会工作等各方面。在此基础上，有关部门提出相关的问题单子，以及对回答口径的建议。随后，新闻组根据这些材料和座谈情况，汇总形成“新闻媒体和社会各界关心的问题”及答问口径参考稿。
李鹏、朱镕基、温家宝和李克强担任国务院总理期间，在两会闭幕后会召开总理记者招待会，记者会前，新闻报道组和国务院有关部门负责人一般会在国务院总理主持下，开一个小型座谈会，最后检查各方面准备情况。
“两会”经常设立一个共同的“两会新闻中心”，同时负责人大会议和政协会议的新闻服务。全国两会自20世纪末便已开始设两会新闻中心。地方两会设立新闻中心的情况不一，有的地方尚没有设立两会新闻中心的习惯。

### 服务接待
由于“两会”期间会有大批人大代表、政协委员集中开会，所以对他们的服务接待工作就成为政府有关部门的工作重点。服务接待工作包括住宿、餐饮、交通、安全保卫等工作。其中全国两会的服务接待工作最为繁重，由中央及北京市有关部门共同负责。
“两会”期间一般是中央政府和各地方政府安全保卫工作的关键时期。以全国两会为例，2009年全国两会在北京召开前夕，北京市公安局表示，由社区巡防队员、保安员等组成的全国两会协警安保人员，已达60万人。2010年全国两会在北京召开前夕，北京市公安局称，北京有70万社区群众参与全国两会的安保工作。

## 外部連結
- 2023年全國兩會 （页面存档备份，存于）